# Le canzoni perdute
Le canzoni perdute è una raccolta di brani scartati da album precedenti dei Diaframma pubblicata il 24 novembre 2000 per la sola vendita online.

## Tracce
1. Angelo ai piani – 4:01
2. Cielo d'Africa – 4:14
3. La donna ideale – 4:22
4. Ho bisogno di un caffè – 3:22
5. Vecchia pelle – 5:35
6. Un intruso perfetto – 7:21
7. L'abbonato – 4:51
8. Sto con me – 2:26
9. Gambe da sogno – 7:03

## Provenienza delle tracce
- Tracce 1, 2 - session di registrazione per l'ep Gennaio del 1989
- Tracce 3, 4, 5 - session di registrazione e provini per l'album Il ritorno dei desideri del 1994
- Traccia 6 - provini per l'album Non è tardi del 1995
- Traccia 7 - session di registrazione per l'album Scenari immaginari del 1998
- Traccia 8 - demo registrata a casa di Antonio Aiazzi
- Traccia 9 - session di registrazione per l'album Coraggio da vendere del 1999

## Curiosità
La traccia numero 8 è riportata sulla copertina del CD col titolo errato di "Stò con me".